# Allen Raine
Allen Raine, vlastním jménem Anne Adaliza Beynon Puddicombe, (6. října 1836 – 21. června 1908) byla velšská romanopiskyně. Narodila se jako Anne Adaliza Evans v jihovelšské obci Newcastle Emlyn. Její otec pracoval jako právník, byl vnukem básníka Davida Davise, známého jako Castellhywel. Matka byla vnučkou kněze Daniela Rowlanda. V roce 1849 byla odeslána za vzděláním do Anglie. Roku 1856 se navrátila do Walesu, kde se v roce 1872 vdala. S manželem se později usadila v Londýně. Poslední léta života strávila ve Walesu. Většinu své tvorby psala v anglickém jazyce. Vedle románů psala rovněž povídky, které vyšly v řadě periodik.